# Нищенка (Горький)
Рассказ «Нищенка» написан Максимом Горьким в 1893 году. Впервые рассказ был напечатан в нижегородской газете «Волгарь» в 1893 году. Это произведение является первым в серии рассказов «Маленькие истории».

## Сюжет
С первых строк рассказа автор нас знакомит с Павлом Андреевичем, который собрался прогуляться, довольный своими трудами. А трудится он юристом: «У него есть уже репутация талантливого оратора и хорошего законоведа; он вправе ожидать в близком будущем назначения в прокуроры…» Наш герой, много повидавший, довольно равнодушен к жизни: «…и жизнь ему не кажется ни утомительной, ни дурной; она скучна…»
Он оставил поручения своему лакею Ефиму и вышел. Всю дорогу он наслаждался красотой пустынных улиц, но на набережной его безмятежное одиночество было нарушено двумя нищими мужиками: «…надтреснутый тенор и хриплый безнадёжный баритон — без пауз рвали воздух и резали уши Павла Андреевича». И когда он сунул руку в карман за подаянием, то произошло «нечто странное, ошеломившее его чуть не до потери сознания»: мальнькая нищая девочка вцепилась в его руку, и умаляла не подавать этим «жадёрам», которые набрали уже крупную сумму в 35 копеек.
Ошеломило нашего героя то, что когда он разглядел девочку, то был поражен её ангельской красотой лица: «…похожей на маленькую кучку мусора с расцветшим в центре её обаятельно и капризно красивым цветком». Он расспросил девочку о её жизни и пригласил к себе домой. Он не понимал, что движет им, он даже не знал, что делать с ребёнком, но и чувствовал себя обязанным что-то сделать. Ответственность за неё он перепоручил Ефиму, который сказал, что надо умыть, напоить чаем и сопроводить домой. Но девочка заснула, и было решено подождать, когда она проснётся.
Наш герой тоже прилёг на диван и только задремал, как его разбудил шорох. Маленькая гостья проснулась и решила похозяйничать: она рассмотрела его вещи на столике, а потом полезла по карманам. Ефим остановил её, а наш герой решил сделать вид, что ничего не видел. Вот только не укладывалось в его голове, как нищенка и воровка может быть с такой ангельской внешностью. Девочку было велено отвести домой с извозчиком.

## Критика
О данном направлении в рассказах Максима Горького А.А.Волков пишет, что представители низшего сословия никогда не были героями автора. 
```
"Горький подчеркивал в своих босяках все то, что возвышало их над мещанской средой. Главным для Горького было их стремление освободиться от прописной морали буржуазного общества, суть которой сводилась к охране собственника и всего награбленного им".
[
2
]
```

Горький писал, что босяки привлекали его тем, что «они люди «деклассированные» — оторвавшиеся от своего класса, отвергнутые им,— утратили наиболее характерные черты своего классового облика... Я видел, что хотя они живут хуже «обыкновенных людей», но чувствуют и сознают себя лучше их, и это потому, что они не жадны, не душат друг друга, не копят денег»